# Pływanie na Letnich Igrzyskach Olimpijskich 2012 – 200 m stylem zmiennym mężczyzn
Pływanie na Letnich Igrzyskach Olimpijskich 2012 - 200 m stylem zmiennym mężczyzn – jedna z konkurencji pływackich rozgrywanych podczas XXX Letnich Igrzysk Olimpijskich w Londynie.
Wyznaczone przez FINA minima kwalifikacyjne wynosiły 2:00.17 (minimum A) oraz 2:04.38 (minimum B).

## Statystyka

### Rekordy
Tabela przedstawia rekordy olimpijski, świata oraz poszczególnych kontynentów w tej konkurencji.
| Rekord świata     | Ryan Lochte     | 1:54.00 | Szanghaj, Chiny      | 28.07.2011 |
| Rekord olimpijski | Michael Phelps  | 1:54.23 | Pekin, Chiny         | 15.08.2008 |
| Rekord Afryki     | Darian Townsend | 1:57.03 | Montpellier, Francja | 25.04.2009 |
| Rekord Ameryki    | Ryan Lochte     | 1:54.00 | Szanghaj, Chiny      | 28.07.2011 |
| Rekord Azji       | Ken Takakuwa    | 1:57.24 | Hamamatsu, Japonia   | 18.04.2009 |
| Rekord Europy     | László Cseh     | 1:55.18 | Rzym, Włochy         | 29.07.2009 |
| Rekord Oceanii    | Leith Brodie    | 1:56.69 | Rzym, Włochy         | 30.07.2009 |

## Terminarz
| Data                      | Czas  | Runda      |
| ------------------------- | ----- | ---------- |
| Środa, 1 sierpnia 2012    | 11:06 | Eliminacje |
| Środa, 1 sierpnia 2012    | 20:43 | Półfinał   |
| Czwartek, 2 sierpnia 2012 | 20:19 | Finał      |

## Wyniki
Do zawodów przystąpiło 36 zawodników, którzy zostali podzieleni na 5 biegów eliminacyjnych. Do półfinałów awansowało 16 pływaków z najlepszymi czasami. Najlepszy wynik z kwalifikacji osiągnął László Cseh, a ostatni czas dający awans należał do Andrew Forda, który ukończył zmagania z rezultatem 2:00.28. W następnej rundzie najszybszy był Ryan Lochte, a ostatnim zawodnikiem przechodzącym do finału byli ex-equo James Goddard i Chad le Clos z rezultatem 1:58.49. 
Finał odbył się dzień po eliminacjach i półfinałach. Zwycięzcą został Michael Phelps z USA z czasem 1:52.96. Srebrny medal zdobył Ryan Lochte również reprezentujący USA, a brązowy medal wywalczył Węgier László Cseh.

### Eliminacje

#### Bieg 1
| Poz. | Zawodnik         | Wynik   | Uwagi |
| ---- | ---------------- | ------- | ----- |
| 1.   | Jung Won-Yong    | 2:03.33 |       |
| 2.   | Maksym Szemberew | 2:03.40 |       |
| 3.   | Nuttapong Ketin  | 2:03.91 |       |
| 4.   | Ensar Hajder     | 2:05.70 |       |

#### Bieg 2
| Poz. | Zawodnik            | Wynik   | Uwagi |
| ---- | ------------------- | ------- | ----- |
| 1.   | Andrew Ford         | 2:00.28 | Q     |
| 2.   | Raphaël Stacchiotti | 2:00.38 |       |
| 3.   | Bradley Ally        | 2:00.85 |       |
| 4.   | Aleksandr Tichonow  | 2:01.00 |       |
| 5.   | Martin Liivamägi    | 2:01.09 |       |
| 6.   | Andreas Vazaios     | 2:01.23 |       |
| 7.   | David Karasek       | 2:01.35 | NR    |
| 8.   | Taki M'Rabet        | 2:01.41 |       |

#### Bieg 3
| Poz. | Zawodnik        | Wynik   | Uwagi |
| ---- | --------------- | ------- | ----- |
| 1.   | László Cseh     | 1:57.20 | Q     |
| 2.   | James Goddard   | 1:58.56 | Q     |
| 3.   | Chad le Clos    | 1:59.45 | Q     |
| 4.   | Joe Roebuck     | 2:00.04 | Q     |
| 5.   | Diogo Carvalho  | 2:00.40 |       |
| 6.   | Marcin Cieślak  | 2:00.45 |       |
| 7.   | Darian Townsend | 2:00.67 |       |
| 8.   | Wang Shun       | 2:00.85 |       |

#### Bieg 4
| Poz. | Zawodnik         | Wynik   | Uwagi |
| ---- | ---------------- | ------- | ----- |
| 1.   | Kōsuke Hagino    | 1:58.22 | Q     |
| 2.   | Michael Phelps   | 1:58.24 | Q     |
| 3.   | Markus Rogan     | 1:58.66 | Q     |
| 4.   | Ken Takakuwa     | 1:58.82 | Q     |
| 5.   | Federico Turrini | 2:00.63 |       |
| 6.   | Philip Heintz    | 2:01.32 |       |
| 7.   | Wu Peng          | 2:01.43 |       |
| 8.   | Jayden Hadler    | 2:01.54 |       |

#### Bieg 5
| Poz. | Zawodnik            | Wynik   | Uwagi |
| ---- | ------------------- | ------- | ----- |
| 1.   | Ryan Lochte         | 1:58.03 | Q     |
| 2.   | Thiago Pereira      | 1:58.31 | Q     |
| 3.   | Markus Deibler      | 1:58.61 | Q     |
| 4.   | Henrique Rodrigues  | 1:59.37 | Q     |
| 5.   | Gal Nevo            | 1:59.56 | Q     |
| 6.   | Daniel Tranter      | 1:59.70 | Q     |
| 7.   | Vytautas Janušaitis | 1:59.84 | Q     |
| 8.   | Dávid Verrasztó     | 2:04.53 |       |

### Półfinały

#### Półfinał 1
| Poz. | Zawodnik            | Wynik   | Uwagi |
| ---- | ------------------- | ------- | ----- |
| 1.   | Ryan Lochte         | 1:56.13 | Q     |
| 2.   | Michael Phelps      | 1:57.11 | Q     |
| 3.   | James Goddard       | 1:58.49 | Q     |
| 4.   | Gal Nevo            | 1:59.17 |       |
| 5.   | Henrique Rodrigues  | 1:59.58 |       |
| 6.   | Vytautas Janušaitis | 2:00.13 |       |
| 7.   | Andrew Ford         | 2:01.58 |       |
| –    | Markus Rogan        | –       | DSQ   |

#### Półfinał 2
| Poz. | Zawodnik       | Wynik   | Uwagi |
| ---- | -------------- | ------- | ----- |
| 1.   | László Cseh    | 1:56.74 | Q     |
| 2.   | Thiago Pereira | 1:57.45 | Q     |
| 3.   | Kōsuke Hagino  | 1:57.95 | Q     |
| 4.   | Ken Takakuwa   | 1:58.31 | Q     |
| 5.   | Chad le Clos   | 1:58.49 |       |
| 6.   | Markus Deibler | 1:58.88 | Q     |
| 7.   | Joe Roebuck    | 1:59.57 |       |
| 8.   | Daniel Tranter | 2:00.46 |       |

### Finał
| Poz. | Zawodnik       | Wynik   | Uwagi |
| ---- | -------------- | ------- | ----- |
|      | Michael Phelps | 1:54.27 |       |
|      | Ryan Lochte    | 1:54.90 |       |
|      | László Cseh    | 1:56.22 |       |
| 4.   | Thiago Pereira | 1:56.74 |       |
| 5.   | Kōsuke Hagino  | 1:57.35 |       |
| 6.   | Ken Takakuwa   | 1:58.53 |       |
| 7.   | James Goddard  | 1:59.05 |       |
| 8.   | Markus Deibler | 1:59.10 |       |